# 落葵薯属
落葵薯属（学名：Anredera）是落葵科下的一个属，为草质藤本植物。该属共有5－10种，分布于热带美洲。